# Zhejiang Professional FC
Der Zhejiang Professional Football Club ist ein Fußballverein aus Hangzhou in China. Der Verein spielt in der Chinese Super League, der höchsten Spielklasse des Landes. Seine Heimspiele trägt der Verein im Hangzhou-Dragon-Stadion aus.

## Geschichte
Gegründet wurde der Verein 1998 als Zhejiang Greentown. 2021 erfolgte die bisher letzte Vereinsumbenennung. Gestartet ist der Verein 1999 in der 3. chinesischen Liga. Nachdem der Aufstieg zweimal verpasst wurde, kaufte man 2001 die erste Mannschaft des Zweitligavereins Yanbian FC auf. Somit wurde das automatische Startrecht für die 2. Liga erkauft. Als Zweitligameister der Saison 2006 stieg der Verein erstmals in die Chinese Super League auf. Die erste Saison im Oberhaus beendete Greentown auf dem elften Platz. In der Saison 2008 stand am Ende ein neunter Platz in der Abschlusstabelle. Nach zehn Spielzeiten in der Chinese Super League stieg der Verein in der Saison 2016 als Vorletzter in die zweite Liga ab.

## Erfolge

### National
- China League One: 2006[1]
- Chinesischer Fußballpokal: 2022 (Finalist)

## Namenshistorie
- 1998–2002 Zhejiang Greentown
- 2003 Zhejiang Sanhua Greentown
- 2004–2005 Zhejiang Greentown
- 2006 Zhejiang Bebei Greentown
- 2007–2008 Zhejiang Greentown
- 2009 Hangzhou Greentown
- 2010 Hangzhou Nabel Greentown
- 2011 Hangzhou Greentown
- 2012 Hangzhou 9Top Greentown
- 2013 Hangzhou Daikin Greentown
- 2014 Hangzhou Greentown
- 2018 Zhejiang Greentown
- 2021 Zhejiang Professional FC

## Trainer
- Bob Houghton (2002–2003)

## Spieler
- Anselmo Ramon (2014–2017)
- Roda Antar (2015–2016)
- Matthew Spiranovic (2015–2017)
- Tim Cahill (2016)